# Hannah Montana
A Hannah Montana egy Disney Channel egyik legnépszerűbb televíziós sorozata. Egy kettős életet élő 14 éves lányról szól, aki nappal egy átlagos kamasz, Miley Stewart, este pedig egy híres popénekesnő, Hannah Montana. Ezt a titkot pedig csak ő, az apja – Robby Ray Stewart –, a testvére – Jackson –, és két legjobb barátja – Lilly és Oliver – tudja.
2020-ban bejelentették, hogy a sorozat új, előzménysorozatot kap.

## Szereplők és színészek
| Szereplő                                  | Színész                   | Magyar hangja a sorozatban |
| ----------------------------------------- | ------------------------- | -------------------------- |
| Miley Stewart / Hannah Montana            | Miley Cyrus               | Bogdányi Titanilla         |
| Lillian (Lilly) Truscott / Lola Luftnagle | Emily Osment              | Györfi Anna                |
| Oliver Oken / Mike Standley III           | Mitchel Musso             | Baradlay Viktor            |
| Jackson Rod Stewart                       | Jason Earles              | Előd Botond                |
| Rico Suave                                | Moisés Arias              | Penke Bence (1-2. évad)    |
| Rico Suave                                | Moisés Arias              | Timon Barnabás (3-4. évad) |
| Robert (Robby) Ray Stewart                | Billy Ray Cyrus           | Holl Nándor                |
| Susan Stewart                             | Brooke Shields            | Kocsis Judit               |
| Ruthie Ray Stewart                        | Vicki Lawrence            | Bessenyei Emma             |
| Dolly Poppins                             | Dolly Parton              | Kiss Erika                 |
| Earl Stewart                              | David Koechner            | Bácskai János              |
| Roxy                                      | Frances Callier           | Némedi Mari                |
| Jake Ryan                                 | Cody Linley               | Moser Károly               |
| Lucas                                     | Sterling Knight           | Hamvas Dániel              |
| Amber Addison                             | Shanica Knowles           | Pupos Tímea                |
| Ashley Dewitt                             | Anna Maria Pérez de Tagle | Dögei Éva                  |
| Siena                                     | Tammin Sursok             | Csuha Borbála              |
| Traci Van Horn                            | Romi Dames                | Csuha Borbála              |
| Mikayla                                   | Selena Gomez              | Molnár Ilona               |
| Cooper                                    | Andre Kinney              | Szalay Csongor             |
| Mack                                      | Terry Rhoads              | Beratin Gábor              |
| Mickey                                    | Leigh Allyn Baker         | Ősi Ildikó                 |
| Albert Dontzig                            | Peter Allen Vogt          | Csuja Imre                 |
| Luann Stewart                             | Miley Cyrus               | Bogdányi Titanilla         |
| Felolvasó                                 | (Nincs)                   | Mohai Gábor (4. évad )     |

## Epizódok
| Évad | Évad | Epizódok | Eredeti sugárzás  | Eredeti sugárzás  | Magyar sugárzás      | Magyar sugárzás   |
| Évad | Évad | Epizódok | Évadpremier       | Évadfinálé        | Évadpremier          | Évadfinálé        |
| ---- | ---- | -------- | ----------------- | ----------------- | -------------------- | ----------------- |
|      | 1    | 26       | 2006. március 24. | 2007. március 30. | TBA                  | TBA               |
|      | 2    | 30       | 2007. április 23. | 2008. október 12. | TBA                  | TBA               |
|      | 3    | 30       | 2008. november 2. | 2010. március 14. | TBA                  | TBA               |
|      | 4    | 15       | 2010. július 11.  | 2011. január 16.  | 2010. szeptember 18. | 2011 március vége |